# Battaglia di Arrapha
La battaglia di Arrapha ebbe luogo nel 616 a.C. tra le forze dell'Impero neo-assiro e del neonato Impero neo-babilonese. Il re babilonese Nabopolassar riuscì a ricacciare gli assiri al Piccolo Zab, catturando così molti prigionieri, cavalli e carri assiri. L'anno successivo, Ciassare, re dei Medi, sconfisse gli Assiri e conquistò Arrapha.

### Fonti
- Cronache babilonesi - ed. standard in (EN) Grayson AK, Assyrian and Babylonian Chronicles, 1975, ISBN 978-1575060491.

### Studi
In italiano
- Mario Liverani, Antico Oriente: storia, società, economia, nuova ed., Bari-Roma, Laterza, 2009  [1988], ISBN 978-88-420-9041-0.
- Vincenzo Mistrini, Gli assiri : la prima superpotenza dell'Oriente Antico, Gorizia, LEG, 2022.

In altre lingue
- (EN) Ahmed SS, Southern Mesopotamia in the time of Ashurbanipal, De Gruyter, 2018, ISBN 978-3-11-139617-0.
- (EN) Bassir H, The Egyptian expansion in the near east in the saite period (PDF), in Journal of Historical Archaeology & Anthropological Sciences, vol. 3, n. 2, 2018,  pp. 196-200.
- (EN) Beaulieu PA, The Fourth Year of Hostilities in the Land, in Baghdader Mitteilungen, vol. 28, 1997,  pp. 367-394.
- (EN) Bertman S, Handbook to Life in Ancient Mesopotamia, OUP USA, 2005, ISBN 978-0-19-518364-1.
- (EN) Boardman J, The Cambridge Ancient History: Volume 3, Part 2, The Assyrian and Babylonian Empires and Other States of the Near East, from the Eighth to the Sixth Centuries BC (PDF), Cambridge University Press, 2008, ISBN 978-1-139-05429-4.
- (EN) Bradford AS, With Arrow, Sword, and Spear: A History of Warfare in the Ancient World, Greenwood Publishing Group, 2001, ISBN 978-0-275-95259-4.
- (EN) Curtis A, Oxford Bible Atlas, Oxford University Press, 2009, ISBN 978-0-19-162332-5.
- (EN) Dandamayev M [e] Grantovskiĭ È, ASSYRIA i. The Kingdom of Assyria and its Relations with Iran, in Encyclopædia Iranica, 1987.
- (EN) Dandamayev M [e] Medvedskaya I, MEDIA, in Encyclopædia Iranica, 2006,  pp. 806-815.
- (EN) Edwards IES, The Cambridge Ancient History, Cambridge University Press, 1970, ISBN 978-0-521-22804-6.
- (EN) Frahm E, A Companion to Assyria, John Wiley & Sons, 2017, ISBN 978-1-4443-3593-4.
- (EN) Healy M, The Ancient Assyrians[collegamento interrotto], Londra, Osprey Publishing, 1991, ISBN 1-85532-163-7, OCLC 26351868.
- (EN) Lipschits O, The Fall and Rise of Jerusalem: Judah Under Babylonian Rule, Eisenbrauns, 2005, ISBN 978-1-57506-095-8.
- (EN) Na'aman N, Chronology and History in the Late Assyrian Empire (631—619 B.C.), in Zeitschrift für Assyriologie, vol. 81, 1991,  pp. 243-267.
- (EN) Potts DT, A Companion to the Archaeology of the Ancient Near East, John Wiley & Sons, 2012, ISBN 978-1-4443-6077-6.
- (EN) Radner K, Last Emperor or Crown Prince Forever? Aššur-uballiṭ II of Assyria according to Archival Sources, in State Archives of Assyria Studies, vol. 28, 2019,  pp. 135-142.
- (EN) Reade JE, Assyrian eponyms, kings and pretenders, 648-605 BC, in Orientalia (NOVA Series), vol. 67, n. 2, 1998,  pp. 255-265, JSTOR 43076393.
- (EN) Roux G, Ancient Iraq, Londra, Penguin book, 1992, ISBN 978-0-14-012523-8.
- (EN) Rowton MB, Jeremiah and the Death of Josiah, in Journal of Near Eastern Studies, vol. 2, n. 10, 1951,  pp. 128-130, DOI:10.1086/371028.
- (EN) Yildirim K, Diplomacy in Neo-Assyrian Empire (1180-609) Diplomats in the Service of Sargon II and Tiglath-Pileser III, Kings of Assyria, in International Academic Journal of Development Research, vol. 5, n. 1, 2017,  pp. 128-130.